# 金壽任
金寿任（韓語：김수임，1911年—1950年），女，20世纪中期朝鲜半岛人物，在朝鲜战争爆发前夕奉朝鲜民主主义人民共和国指令从事间谍活动，最终被判处死刑。
金寿任出生于原属京畿道的开城。尽管家境贫寒，但在外国传教士的资助下接受教育，毕业于梨花女子专门学校英文科，擅长英语会话并从事翻译工作。学生时代起她便参与左翼运动，与活动家李康国成为知己，毕业后甚至与他同居。二战结束后，日本对朝鲜的殖民统治终结，金寿任凭借出色的英语能力被美军政厅录用，同时在塞布兰斯医院担任翻译。她与美军政厅的军官交情深厚，甚至得以住在军官宿舍。
1946年末，李康国因批判美军，遭逮捕令通缉时，金寿任将其藏匿在自己居住的军官宿舍，并于次年助其越境逃至北朝鲜。李康国成为对南工作负责人后，金寿任将宿舍作为南朝鲜劳动党的秘密据点，向朝方提供从军政厅工作及与美军军官交往中获取的各类机密，并协助情报人员潜入、撤离。1950年4月初，金寿任因间谍嫌疑被捕。搜查中发现3支手枪、180发子弹及大量准备送往朝鲜的机密文件。6月15日，韩国陆军本部高等军法会议判处其死刑，据称她在朝鲜战争爆发前后被枪决。
这起与美军高层有交集的“女间谍事件”当时被称为韩国版“玛塔·哈里事件”，但一系列调查中物证匮乏，冤罪疑云始终未散。同为梨花女专校友的毛允淑曾为其申诉清白。然而经朝鲜战争后，该事件被广泛用作反共宣传题材，多次被改编为电影。2008年，美联社查阅美国国家档案馆资料后报道称，与金寿任交往的美军军官接触不到机密，且李康国实为中情局线人。至今，关于这起事件是否存在冤罪的争议仍在持续。

## 相关文艺作品
- 郑爱利（1981年，MBC《第一共和国》）
- 尹美罗（1985年，KBS《凌晨》）
- 韩多感（2006年，KBS《首尔1945》）
- 文正淑（1964年电影《我被诬陷了》）